# Уилфрид Бол
Уилфрид Уилямс Бол (на английски: Wilfrid Williams Ball) е английски художник пейзажист.
Роден е на 4 януари 1853 в Ист Енд, Лондон в семейството на счетоводителя Бенджамин и Силвия (по рождение Гуд) Бол. Въпреки че израства в бедност, Уилфрид е част от богат банкерски и търговски род. Чичо му Джон Бол (1808 – 1879) е един от основателите на Института на независимите счетоводители, а брат му Джон става директор на иститута в периода 1908 – 1909 г. Другият чичо на Уилфрид, Томас Бол, е успешен търговец на захар.
Уилфрид е 5-о от 6-те деца. Брат му Артър и сестра му Розамънд също се ориентират към изкуството. Артър става художник и показва няколко картини пред Кралското общество на британските художници преди смъртта си през 1885 г. Розамънд става известна писателка, литературна критичка, есеистка и има много бракове и връзки. Често е споменавана като Розамънд Мериът.
Уилфрид става счетоводител и в свободното си време се обучава в Училището по изкуства „Хедърли“ в Челси. Излага творбите си след 1877 г. През 1881 г. за скиците му на Темза получава поздравления от художника Джеймс Уислър, с когото Бол работи впоследствие.
През следващите 2 10-летия Бол рисува пейзажи и морски картини и ги излага на много места. Става директор на Обществото на британските художници през 1886 г. Между 1896 и 1916 г. е член на Клуба за изкуство.
През по-голямата част от живота си живее в Лондон, но дълго пътува из Европа. Силно се привързва към графствата Съсекс и Хемпшър. През 1906 г. публикува „Съсекс в картини от Уилфрид Бол“, а през 1909 г. – „Хемпшър в картини от Уифрид Бол“. Тези 2 албума му носят голяма известност. Картините в тях и до днес се използват в пощенски картички.
Жени се във Флоренция в края на живота си и умира в Хартум, Судан като служител в Британската армия.

## Картини
- Замъкът Боудиъм, 1906 г.
- Замъкът Хърстмонсо, 1906 г.